# Bannu
Bannu (en ourdou : بنوں, en pashto : بنو) est une ville pakistanaise, et capitale du district de Bannu, dans la province de Khyber Pakhtunkhwa.
La ville a été une base militaire à l'époque de l'Inde britannique. Aujourd'hui, elle est un centre important. Elle est le point de jonction de plusieurs routes et dispose d'un important marché. La ville est située à seulement cinq kilomètres du Waziristan, dans les régions tribales, et est donc à proximité des combats du conflit armé du Nord-Ouest du Pakistan. Bannu a ainsi été frappée par plusieurs attentats terroristes.

## Histoire
Bannu a été fondée en 1848 par Herbert Benjamin Edwardes, et était une ville importante lors de l'Inde Britannique. Elle abritait notamment une base militaire et une prison y a été construite.
Étant donné la proximité de Bannu avec la frontière du Waziristan (environ cinq kilomètres), situé dans les régions tribales, la ville a été affectée par les combats du conflit armé du Nord-Ouest du Pakistan. De nombreux attenants terroristes ont ainsi frappés la ville depuis 2007. Parmi les plus violents, on trouve l'attentat à la voiture piégée du 26 septembre 2009 visant un poste de police et qui a tué 23 personnes et blessés 200 autres. Une attaque très similaire le 12 janvier 2011 tue 17 personnes. Le 20 décembre 2022, une prise d'otages dans un poste de police se termine par la mort de 33 talibans et de deux membres des forces spéciales.

## Démographie
La population de la ville a augmenté de 14 % entre 1972 et 2017 selon les recensements officiels, passant de 43 757 habitants à 49 965. Entre 1998 et 2017, la croissance annuelle moyenne s'affiche à 0,3 %, bien inférieure à la moyenne nationale de 2,4 %. 
Près de 90 % des habitants de la ville sont des Pachtounes.
|            | 1972 (rec.) | 1981 (rec.) | 1998 (rec.) | 2017 (rec.) |
| ---------- | ----------- | ----------- | ----------- | ----------- |
| Population | 43 757      | 43 210      | 47 676      | 49 965      |

## Éducation
Trois universités sont présentes dans la ville :
- campus de l'université d'ingénierie et de technologie de Peshawar, ouvert en 2002.
- université des sciences et technologie, ouverte en 2005 avec 500 étudiants cette même année.
- faculté de médecine, ouverte en 2006 avec 100 étudiants cette même année.

## Politique

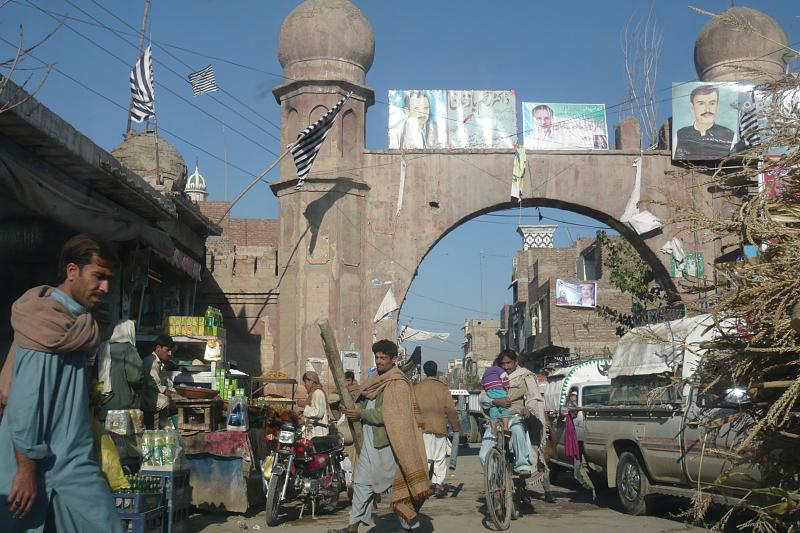
Une rue de la ville de Bannu, le 20 janvier 2008. En plein contexte de campagne électorale, on aperçoit des drapeaux de la Jamiat Ulema-e-Islam (F) et des portraits de candidats.

La ville de Bannu comme le district de Bannu correspondent à la circonscription no 26 de l'Assemblée nationale. La ville est aussi représentée par la circonscription no 70 à l'Assemblée provinciale de Khyber Pakhtunkhwa (sur quatre circonscriptions dans le district).
La ville et le district sont un fief important de la Jamiat Ulema-e-Islam (F), un parti islamiste (sur l'image à droite, on aperçoit d'ailleurs le drapeau noir et blanc du parti). Au cours des élections législatives de 2008, c'est le chef de ce parti, Fazal-ur-Rehman, qui a remporté le scrutin avec environ 56 % des voix face à cinq autres candidats et un taux de participation d'environ 43 %. Lors des élections législatives de 2013 et 2002, c'est un autre candidat du même parti qui a remporté le scrutin. Il faut toutefois noter qu'aucun grand parti n'avait présenté de candidat dans cette circonscription en 2002 et 2008, ni même le parti local séculier, le Parti national Awami.
Quant aux élections provinciales qui se déroulent en même temps, le siège représentant la ville a été remporté par un candidat du même parti en 2002, 2008 et 2013. En 2008, le candidat du parti y remporte 62 % des voix et 54 % en 2013. En 2002, deux grands partis, la Ligue musulmane du Pakistan (Q) et la Ligue musulmane du Pakistan (N) étaient arrivés second et troisième. En revanche, le Mouvement du Pakistan pour la justice réussit à percer en 2013 en réunissant 44 % des voix. Le Parti du peuple pakistanais ne s'y présente pour aucun des trois scrutins.

## Économie et transport
Économiquement, la ville est importante au niveau local. Bannu est le point de jonction de plusieurs routes et elle dispose d'un important marché.
Un aéroport est situé à huit kilomètres de la ville.